# Éster etílico da arginina
Éster etílico da L-arginina ou LAE (do inglês arginine ethyl ester) é um forma suplementar alternativa do aminoácido condicionalmente essencial arginina ligado a um éster etíl. É normalmente comercializado na forma de diidrocloreto do éster do aminoácido.